# Moulin Freligh
Le moulin Freligh est situé à Frelighsburg, dans la région touristique de la Montérégie. Construit en 1839, il est l'un des derniers moulins à eau du Québec au Canada. À cet endroit, la rivière aux Brochets plonge d'environ 7,6 mètres (25 pieds). Le moulin a cessé de moudre la farine en 1964. En 1967, il a été aménagé en résidence privée.
Le moulin Freligh a été érigé sur le site du moulin Owen, aussi appelé moulin Conroy, qui aurait été construit en 1790 et disparu avant 1839. La roue du moulin Conroy était située à l'extérieur du moulin.
Propriétaire depuis 1801 du moulin construit par son père à la fin du XVIIIe siècle, Richard Freligh entreprit avec succès en 1839 la construction d'un nouveau moulin en remplaçant la roue hydraulique verticale par une roue horizontale ou turbine. C'était sans compter sur la révolution agricole qui fit décliner le métier de meunier. À l'âge de soixante ans, il céda le moulin à Fred Cowan. Sur une période de 70 ans, le moulin connut cinq autres propriétaires.
Dans les années 1890, le moulin sera transformé en "usine électrique", la génératrice installée suffisant à éclairer tout le village.

## Identification
- Nom du bâtiment : Moulin à eau Freligh
- Cours d'eau : Rivière aux Brochets (Pike River)
- Adresse civique : 12, route 237 Nord
- Municipalité : Frelighsburg
- Propriété : Privée

## Construction
- Date de construction : 1839
- Nom du constructeur :
- Nom du propriétaire initial : Richard Freligh (fils de Abram)

## Chronologie
- Évolution du bâtiment :
  - vers 1855 : Peter Cowan remplace la roue à godets par une turbine de trois pieds de diamètre
  - 1911 : le moulin fournit l'électricité au village
  - 1912 : annexe en bois de neuf mètres par sept où est installée une boulangerie pendant une vingtaine d'années
  - 1930 : ajout d'un silo
  - 1964 : une inondation emporte le barrage, c'est la fin de l'exploitation du moulin qui est alors transformé en entrepôt, comme succursale de la compagnie J.O. Lévesque, de Bedford.
  - 1967 : le moulin est aménagé en résidence privée
- Autres occupants ou propriétaires marquants :
  - vers 1855 : Peter Cowan
  - 1920-1967 : Joseph Gagnon, de Trois-Pistoles, dernier meunier
  - 1967 : nouvelle propriétaire
- Transformations majeures : restauré en 1967

## Architecture
- construit sur le modèle des moulins de la Nouvelle-Angleterre
- 2 étages avec combles
- 13 mètres sur 11
- pierres aux formes irrégulières  de multiples teintes
- 18 ouvertures : 
  - 15 fenêtres à guillotine
  - 3 portes (dont deux portes de décharge)
- chaîne de pierres taillées aux angles des murs
- toit à 2 versants avec corniches recouvert de tôle à baguettes
- Le moulin avait une roue dont les vestiges laissent croire qu'elle était à godets, d'un diamètre de 12 pieds par trois pieds de largeur. «Cette roue était alimentée par un canal d'amenée (le coursier) de 150 pieds de longueur reliant le barrage et la roue du moulin. Ce canal en bois, monté sur chevalets également de bois, permettait de maintenir le niveau de l'eau du barrage jusqu'à la roue et ainsi d'assurer une hauteur de chute de près de 12 pieds.»[1] La roue fut remplacée par une turbine vers 1855. «Cette turbine fut logée dans un trou percé dans le roc ce qui lui permit d'augmenter la hauteur de chute de plus de trois pieds. La turbine fut d'abord alimentée par une conduite forcée (tuyau) en bois de 40 pouces de diamètre. En 1916, ce premier tuyau fut remplacé par un en fer de 36 pouces. C'est ce dernier qui fut enlevé en 1967. La conduite forcée avait une pente de trois pouces par 10 pieds de longueur et déversait son contenu dans un puits.»[2]

## Protection patrimoniale
Classé monument historique en 1973

## Mise en valeur
- Constat de mise en valeur : Le moulin est une résidence privée. Il est fermé au public.
- Site d'origine : Oui
- Constat sommaire d'intégrité :
- Responsable :